# Кашинский, Павел Александрович
Павел Александрович Кашинский (1868—1956) — русский учёный-гидрохимик, заслуженный деятель науки и техники, доктор химических наук, профессор, директор Гидрохимического института.

## Биография
Родился 9 (21) марта 1868 года в Тамбовской губернии. 
В 1892 году окончил физико-математический факультет Московского университета, а в 1894 году — Санкт-Петербургский Лесной институт.
Работал в химической лаборатории Министерства финансов; принимал участие в исследованиях профессора М. Г. Кучерова. С 1896 года был ассистентом кафедры химии Лесного института. В 1902 году проходил научную стажировку по органической химии в лаборатории Отто Валлаха в Гёттингене, в 1904 году стажировался по физической химии в Лейпцигском университете в лаборатории В. Оствальда.
С 1908 года Кашинский преподавал в Донском политехническом институте. Был одним из инициаторов создания в 1910 году в Новочеркасске Высших женских естественно-научных курсов и преподавал на них аналитическую химию.
В марте 1914 года возглавил химическую лабораторию в Санкт-Петербурге, организованную при Гидрометрической части Европейской России. В 1917 году лаборатория была переведена в Новочеркасск и преобразована в Часть гидрохимических исследований Отдела земельных улучшений, землеустройства и земледелия Войска Донского. В 1920 году на её базе был создан Гидрохимический институт, первым директором которого стал П. А. Кашинский. Он оставался бессменным директором института до 1951 года, когда на эту должность был назначен Олег Александрович Алекин.
П. А. Кашинский также был профессором аналитической химии (с 1918) и ректором Донского института сельского хозяйства и мелиорации (1923—1926). Создал целую школу, воспитав специалистов работавших в области почвоведения, лесоводства и агрономии с использованием химическим методов исследования.
Умер в 1956 году в Новочеркасске.